# Raymond Gunemba
Raymond Gunemba (4 de junio de 1986 en Lae) es un futbolista papú que juega como delantero en el Lae City Dwellers.

## Carrera
Debutó en 2007 jugando para el Morobe Kumuls. En 2008 pasó al Rapatona y en 2011 recaló en el Hekari United. Tras permanecer tres años en el club, firmó con el Lae City Dwellers en 2014. En 2016 viajó a Nueva Zelanda para incorporarse al Hamilton Wanderers, aunque en 2017 regresó al Lae para disputar la Liga de Campeones de la OFC.

### Clubes
| Club                        | País               | Año             |
| --------------------------- | ------------------ | --------------- |
| Morobe Kumuls               | Papúa Nueva Guinea | 2007            |
| PKA Rapatona                | Papúa Nueva Guinea | 2008 - 2010     |
| Hekari United Football Club | Papúa Nueva Guinea | 2010 - 2014     |
| Lae City Dwellers           | Papúa Nueva Guinea | 2014 - 2016     |
| Hamilton Wanderers          | Nueva Zelanda      | 2016 - 2017     |
| Lae City Dwellers           | Papúa Nueva Guinea | 2017 - Presente |

### Selección nacional
En 2012 fue convocado para disputar la Copa de las Naciones de la OFC en representación de Papúa Nueva Guinea. Jugó los tres partidos de la fase de grupos: una derrota por 1-0 ante las Islas Salomón, caída con Nueva Zelanda 2-1 y el empate 1-1 ante Fiyi, resultados por los que los Kapuls quedaron eliminados en primera ronda. Cuatro años después volvió a ser citado para el torneo continental oceánico de 2016, en el que anotó los dos goles de su selección en el empate 2-2 ante Tahití; y tres tantos en la victoria por 8-0 sobre Samoa, ambos partidos en la fase de grupos. Posteriormente, Papúa Nueva Guinea alcanzó la final, en la que perdió contra Nueva Zelanda por penales, siendo Gunemba uno de los jugadores que erró el suyo. Aun así, con los cinco goles que convirtió, fue premiado con el primero al máximo anotador del certamen.